# Blood Will Tell (film, 1912)
Pour plus de détails, voir Fiche technique et Distribution.
Blood Will Tell est un film muet américain réalisé par Thomas H. Ince et sorti en 1912.

## Fiche technique
- Titre : Blood Will Tell
- Réalisation : Thomas H. Ince
- Scénario :
- Photographie :
- Montage :
- Producteur : Thomas H. Ince
- Société de production : Kay-Bee Pictures
- Société de distribution : Mutual Film
- Pays d'origine :  États-Unis
- Langue : film muet avec les intertitres en anglais
- Métrage 600 mètres
- Format : Noir et blanc — 35 mm — 1,33:1 — Muet
- Genre : Film dramatique
- Durée : 20 minutes
- Dates de sortie : 
  - États-Unis : 13 décembre 1912

## Distribution
- J. Barney Sherry : Fairfax Sr.
- Ray Myers : Fairfax Jr.
- Ethel Grandin
- Frank Borzage
- Walter Edwards
- Francis Ford